# Скорая помощь (телесериал)
«Ско́рая по́мощь» (англ. Emergency Room — ER) — американский телесериал, рассказывающий о жизни приёмного отделения окружной больницы города Чикаго (штат Иллинойс), её сотрудников и пациентов. Сериал создан Майклом Крайтоном и впервые показан на телеканале NBC (сентябрь 1994 года — апрель 2009 года). Включает в себя 15 сезонов и до 2019 года был самой длинной медицинской драмой, показанной в прайм-тайм за всю историю американского телевидения (в 2019 году сериал «Анатомия страсти» выпустил 332 эпизода, благодаря чему побил рекорд «Скорой помощи»). Обладатель 23 премий Эмми, в том числе как лучший драматический сериал (1996). Был номинирован на 124 премии Эмми и стал первым сериалом по этому показателю и вторым телешоу после программы «Субботним вечером в прямом эфире». C 1998 по 2002 год каждая серия сериала обходилась каналу в рекордные 13 миллионов, а с 2002 по 2005 — в 9 миллионов долларов.

## История создания
В 1974 году Майкл Крайтон написал сценарий, основанный на собственном опыте работы врачом-стажёром в приёмном отделении скорой помощи. Сценарий был предложен нескольким телевизионным компаниям, но все они отказались от него на основании того, что сценарий требует больших доработок. Сама идея сценария многим понравилась, но он был слишком техничен, действие развивалось слишком быстро и было чересчур много сухой медицинской терминологии. Автор был против адаптации и упрощения сюжетных линий, поэтому сценарий не был экранизирован и Крайтон сосредоточился на другой работе. В 1990 году он опубликовал роман «Парк Юрского периода», а в 1993 году начал работать с режиссёром Стивеном Спилбергом над адаптацией книги для фильма. Тогда же Крайтон и Спилберг вернулись к сценарию «Скорой помощи» и решили, что лучше снять 2-часовую пилотную серию для телесериала, чем полнометражный фильм на основе этого сценария. Кинокомпания Amblin Entertainment Стивена Спилберга утвердила Джона Уэллса исполнительным продюсером телесериала.

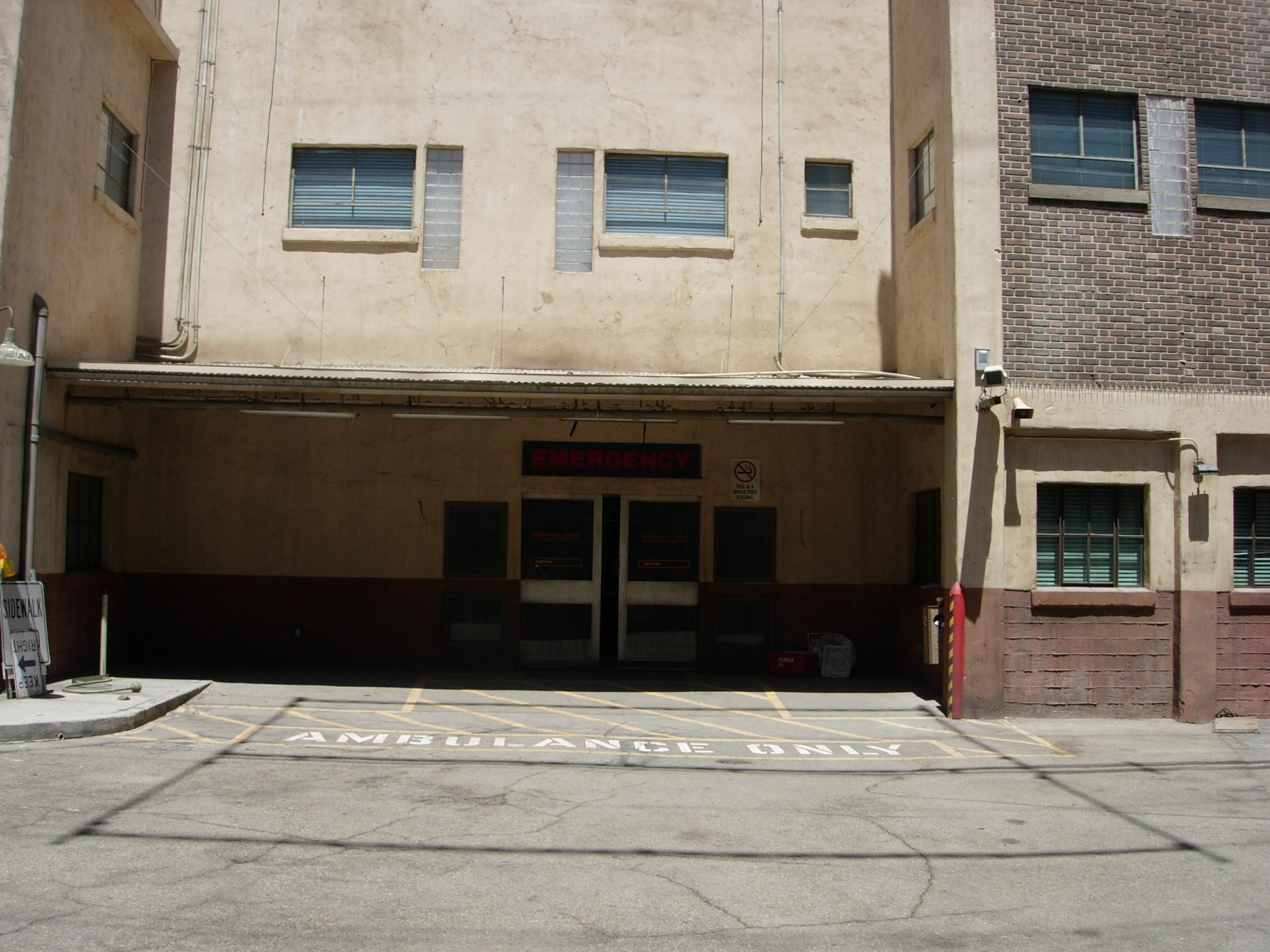
Декорации сериала на студии Warner Bros., город Бербанк

Сценарий пилотной серии, в сущности, не отличался от того, что Крайтон написал в 1974 году. Единственные существенные изменения, сделанные продюсерами, коснулись образа Сьюзан Льюис и Питера Бентона. Также пришлось сократить продолжительность пилотной серии на 20 минут, чтобы вместить её в 2-часовой телевизионный блок. Из-за нехватки времени и средств на постройку декораций пилотную серию «Скорой помощи» снимали в бывшей муниципальной больнице Лос-Анджелеса, которая прекратила функционировать как медицинский центр в 1990 году. Позже съёмочная площадка была построена на студии Warner Bros. в городе Бербанк, штат Калифорния, хотя в сериале очень часто используют панорамы города Чикаго, особенно его знаменитого метрополитена.
Уоррен Литтлефилд, работавший на NBC в то время, был под впечатлением от сериала: «Мы были заинтригованы, но надо сказать, и немного напуганы тем, что пытались запустить медицинскую драму всего через несколько лет после успеха другого медицинского сериала — „Сент-Элсвер“ (транслировался на канале NBC с октября 1982 года по май 1988 года)». После того как Стивен Спилберг присоединился к телесериалу в качестве продюсера, телеканал NBC заказал ещё 6 эпизодов. Успех «Скорой помощи» удивил как производителей телесериалов, так и критиков.
Спилберг покинул телесериал после года работы в качестве продюсера, сделав одно важное изменение в оригинальном сценарии: медсестра Кэрол Хэттеуэй, согласно первоначальной концепции, должна была умереть в пилотной серии, однако её образ был сохранён. Майкл Крайтон остался исполнительным продюсером на протяжении всех 15 сезонов телесериала.
Над сериалом работала большая команда сценаристов, среди них:
- Джон Уэллс — исполнительный продюсер и один из наиболее продуктивных сценаристов сериала.
- Лидия Вудвард — сценарист, стала исполнительным продюсером в третьем сезоне. В конце шестого сезона покинула эту должность, оставшись одним из сценаристов сериала.
- Джек Орман — присоединился к команде сценаристов в четвёртом сезоне, покинул сериал в конце девятого сезона.
- Дэвид Зэйбел — сценарист и исполнительный продюсер последних сезонов, написал сценарий для 41 серии.
- Кристофер Чулак — продюсер всех 15 сезонов, работал исполнительным продюсером с четвёртого сезона, но позже сосредоточился на других проектах.

## Тема сериала
В центре сериала — отношения между врачом и пациентом, взаимоотношения врачей, преподавателей и студентов, а также личная жизнь героев сериала. Часто затрагивают вопросы определённых травм и болезней, отношения пациентов и врачей к смерти, а также тема самоубийств. Кроме того, обсуждают такие неизлечимые болезни, как: болезнь Паркинсона, БАС, синдром Дауна, а также ВИЧ и СПИД. В частности, затрагивают проблему того, может ли ВИЧ-инфицированный специалист продолжать работу в скорой помощи или должен быть изолирован от больных. Всё это происходит на фоне социальных проблем крупных американских городов, таких, как: расизм, бандитизм, алкоголизм, наркомания.
Неоднократно затрагивают этические вопросы эвтаназии и воли самого пациента, приемлемо ли вопреки воле неизлечимого больного спасать и поддерживать его жизнь посредством специального оборудования. Кроме того, обсуждают проблемы прерывания беременности и усыновления детей.
В сериале часто затрагивают вопросы структуры и организации медицинской помощи в США, её финансирования и страхования, а также нехватки профессиональных кадров. Зачастую авторы предлагают посмотреть на всю систему медицинской помощи глазами пациентов и врачей, а не чиновников и представителей крупных фирм. В связи с этим рассматривают даже вопрос забастовки среднего медицинского персонала, которая может пагубно повлиять на работу всей скорой помощи.
В более поздних сезонах в сериале обсуждают проблемы Африки, Ближнего Востока. Рассказывают о войне в Конго (9—10 сезоны), войне в Ираке (11—12 сезоны), конфликте в Дарфуре (12 сезон).
Врач А. Л. Мясников, известный как один из ведущих телевизионного ток-шоу «О самом главном», подтверждает, что показанное в телесериале (поток тяжёлых экстренных пациентов, работа с утра до ночи в бешеном темпе без чаепитий и перекуров) — очень близко к реальным будням американских клиник.

## В главных ролях
| Актёр              | Персонаж          | Сезоны    | Сезоны    | Сезоны    | Сезоны    | Сезоны    | Сезоны    | Сезоны    | Сезоны    | Сезоны    | Сезоны    | Сезоны    | Сезоны    | Сезоны    | Сезоны    | Сезоны    |
| Актёр              | Персонаж          | 1         | 2         | 3         | 4         | 5         | 6         | 7         | 8         | 9         | 10        | 11        | 12        | 13        | 14        | 15        |
| ------------------ | ----------------- | --------- | --------- | --------- | --------- | --------- | --------- | --------- | --------- | --------- | --------- | --------- | --------- | --------- | --------- | --------- |
| Энтони Эдвардс     | Марк Грин         | Постоянно | Постоянно | Постоянно | Постоянно | Постоянно | Постоянно | Постоянно | Постоянно |           |           |           |           |           |           | Гость     |
| Джордж Клуни       | Даг Росс          | Постоянно | Постоянно | Постоянно | Постоянно | Постоянно | Гость     |           |           |           |           |           |           |           |           | Гость     |
| Шерри Стрингфилд   | Сьюзен Льюис      | Постоянно | Постоянно | Постоянно |           | Постоянно | Постоянно | Постоянно | Постоянно | Гость     |           |           | Гость     |           |           |           |
| Ноа Уайли          | Джон Картер       | Постоянно | Постоянно | Постоянно | Постоянно | Постоянно | Постоянно | Постоянно | Постоянно | Постоянно | Постоянно | Постоянно | Гость     |           |           | Период.   |
| Джулианна Маргулис | Кэрол Хэтэуэй     | Постоянно | Постоянно | Постоянно | Постоянно | Постоянно | Постоянно |           | Гость     |           |           |           |           |           |           |           |
| Эрик Ла Саль       | Питер Бентон      | Постоянно | Постоянно | Постоянно | Постоянно | Постоянно | Постоянно | Постоянно | Постоянно |           |           |           |           |           |           | Гость     |
| Глория Рубен       | Джини Буле        | Гость     | Постоянно | Постоянно | Постоянно | Постоянно | Постоянно |           |           |           |           |           |           |           | Гость     |           |
| Минг-На Вэн        | Чэнь Цзинмэй, Дэб | Гость     |           |           |           |           | Постоянно | Постоянно | Постоянно | Постоянно | Постоянно | Постоянно |           |           |           | Гость     |
| Лора Иннес         | Керри Уивер       |           | Гость     | Постоянно | Постоянно | Постоянно | Постоянно | Постоянно | Постоянно | Постоянно | Постоянно | Постоянно | Постоянно | Постоянно |           | Гость     |
| Пол Маккрейн       | Роберт Романо     |           |           |           | Постоянно | Постоянно | Постоянно | Постоянно | Постоянно | Постоянно | Постоянно |           |           |           |           | Гость     |
| Алекс Кингстон     | Элизабет Кордэй   |           |           |           | Постоянно | Постоянно | Постоянно | Постоянно | Постоянно | Постоянно | Постоянно | Постоянно |           |           |           | Гость     |
| Келли Мартин       | Люси Найт         |           |           |           |           | Постоянно | Постоянно |           |           |           |           |           |           |           |           | Гость     |
| Горан Вишнич       | Лука Ковач        |           |           |           |           |           | Постоянно | Постоянно | Постоянно | Постоянно | Постоянно | Постоянно | Постоянно | Постоянно | Постоянно | Период.   |
| Мора Тирни         | Эбби Локхарт      |           |           |           |           |           | Постоянно | Постоянно | Постоянно | Постоянно | Постоянно | Постоянно | Постоянно | Постоянно | Постоянно | Период.   |
| Майкл Мишель       | Клео Финч         |           |           |           |           |           | Постоянно | Постоянно | Постоянно |           |           |           |           |           |           |           |
| Эрик Палладино     | Дейв Малуччи      |           |           |           |           |           | Постоянно | Постоянно | Постоянно |           |           |           |           |           |           |           |
| Шариф Аткинс       | Майкл Галлант     |           |           |           |           |           |           |           | Постоянно | Постоянно | Постоянно | Гость     | Гость     |           |           |           |
| Мекай Файфер       | Грег Пратт        |           |           |           |           |           |           |           | Гость     | Постоянно | Постоянно | Постоянно | Постоянно | Постоянно | Постоянно | Гость     |
| Парминдер Награ    | Нила Расготра     |           |           |           |           |           |           |           |           |           | Постоянно | Постоянно | Постоянно | Постоянно | Постоянно | Постоянно |
| Линда Карделлини   | Саманта Таггарт   |           |           |           |           |           |           |           |           |           | Постоянно | Постоянно | Постоянно | Постоянно | Постоянно | Постоянно |
| Скотт Граймс       | Арчи Моррис       |           |           |           |           |           |           |           |           |           | Период.   | Постоянно | Постоянно | Постоянно | Постоянно | Постоянно |
| Шейн Уэст          | Рэй Барнетт       |           |           |           |           |           |           |           |           |           |           | Постоянно | Постоянно | Постоянно |           | Гость     |
| Джон Стэймос       | Тони Гейтс        |           |           |           |           |           |           |           |           |           |           |           | Период.   | Постоянно | Постоянно | Постоянно |

## В других ролях
- Врачи
  - доктор Александр Бэбкок — Дэвид Брисбин, 1997—2001
  - доктор Мэгги Дойл — Джорджа Фокс, 1996—1999
  - доктор Люсьен Дубенко — Лиленд Орсер, 2004—2009
  - доктор Джек Кэйсон — Сэм Андерсон, 1994—2007
  - доктор Эбби Китон — Гленн Хидли, 1996—1997
  - доктор Виктор Клименте — Джон Легуизамо, 2005—2006
  - доктор Джанет Кобурн — Эми Акино, 1994—2008
  - доктор Кимберли «Ким» Легаспи — Элизабет Митчелл, 2000—2001
  - доктор Дэвид Моргенштерн — Уильям Мэйси, 1994—1998, 2008
  - доктор Дональд Онспо — Джон Эйлуорд, 1996—2008
  - доктор Уильям «Дикий Вилли» Свифт — Майкл Айронсайд, 1994—1997
  - доктор Табаш — Тед Руни
  - доктор Джон «Тэг» Тальери — Рик Россович, 1994—1995
  - доктор Анджела Хикс — Си Си Эйч Паундер, 1994—1997
  - доктор Дэвид «Див» Цветик — Джон Терри, 1994—1995
  - доктор Анна дель Амико — Мария Белло, 1997—1998
- Медсёстры и медбратья
  - Конни Олигарио — Конни Мари Бразелтон, 1994—2003
  - Чуни Маркес — Лаура Серон, 1995—2009
  - Хэйли Адамс — Иветт Фриман, 1994—2009
  - Лили Джарвик — Лили Марий, 1994—2009
  - Лидия Райт — Эллен Кроуфорд, 1994—2003, 2009
  - Малик МакГрат — Дизер Ди, 1994—2009
  - Йош Таката — Гедде Ватанабе, 1997—2003
  - Венди Голдман — Ванесса Маркес, 1994—1997
- Парамедики:
  - Дуайт Задро — Монти Расселл, 1995—2008
  - Рауль Мелендес — Карлос Гомес, 1996
  - Моралес — Деметриус Наварро, 1998—2008
  - Памела Олбис — Линн А. Хендерсон, 1995—2008
  - Дорис Пикман — Эмили Вагнер, 1994—2008
  - Рэймонд «Шеп» Шепард — Рон Элдард, 1995—1996
  - Камачо — Рик Марзан, 1994—1995
- Регистраторы
  - Амира — Памела Синха, 1999—2001, 2003—2005
  - И. Рей Бозман — Чарльз Ноланд
  - Джерри Маркович — Абрахам Бенруби, 1994—1999, 2001—2006
  - Фрэнк Мартин — Трой Эванс, 2000—2009
  - Роландо — Роландо Молина, 1994—1996
  - Тимми Роулинс — Гленн Пламмер, 1994—1995, 2006—2007
  - Миранда «Рэнди» Фронзак — Кристин Минтер, 1995—2003
  - Хавьер — Джесси Боррего, 2007
  - Синтия Хупер — Маришка Харгитей, 1997—1998
  - Эндрю «Энди» — Эндрю Боуэн, 2000

## Приглашённые актёры
| - Аарон Пол - Адам Голдберг - Алан Дэйл - Алан Алда - Амори Ноласко - Андреа Паркер - Антон Ельчин - Арманд Ассанте - Бен Фостер - Бизи Филиппс - Бонни Бартлетт - Бруно Кампос - Дакота Фэннинг - Деннис Буцикарис - Джеймс Белуши - Джеймс Вудс - Джон Гриз - Джон Хоукс - Джордан Кэллоуэй - Джордж Идс - Джулианна Николсон - Дэвид Крамхолц - Дэнни Гловер - Жюли Дельпи - Зак Эфрон - Икбал Теба - Кевин Дюранд | - Кевин Тай - Кирстен Данст - Клеа ДюВалл - Кристин Дэвис - Кэл Пенн - Кэри Клэр - Кэт Деннингс - Л. Скотт Колдуэлл - Ларри Джошуа - Лиза Зейн - Лиза Эдельштейн - Луис Госсетт-младший - Люси Лью - Мигель Феррер - Микки Руни - Митч Пиледжи - Миша Коллинз - Ниа Лонг - Омар Эппс - Питер Джейкобсон - Пол Фриман - Ребекка Де Морнэй - Рома Маффиа - Руни Мара | - Рэй Лиотта - С. Томас Хауэлл - Салли Филд - Сара Рю - Свуси Кёрц - Скотти Пиппен - Стивен Калп - Стейси Кич - Стэнли Туччи - Сьюзан Сарандон - Сэм Уитвер - Том Арнольд - Тэнди Ньютон - Уэнтуорт Миллер - Форест Уитакер - Франсуа Шо - Хлоя Гринфилд - Шайа Лабаф - Шири Эпплби - Эллен Альбертини Дау - Эллисон Скальотти - Эмиль Хирш - Эрнест Боргнайн - Юэн Макгрегор - Тобин Белл |

## Сезоны и эпизоды
| Сезон | Число эпизодов | Премьера сезона  | Показ последнего эпизода сезона | Рейтинг в США                        | Релиз DVD       | Релиз DVD        | Релиз DVD       | Релиз DVD |
| Сезон | Число эпизодов | Премьера сезона  | Показ последнего эпизода сезона | Рейтинг в США                        | Регион 1        | Регион 2         | Регион 4        |           |
| ----- | -------------- | ---------------- | ------------------------------- | ------------------------------------ | --------------- | ---------------- | --------------- | --------- |
| 1     | 24 или 25      | 19 сентября 1994 | 18 мая 1995                     | 19,0 миллионов семей (2-е место)     | 26 августа 2003 | 23 февраля 2004  | 28 апреля 2004  |           |
| 2     | 22             | 21 сентября 1995 | 16 мая 1996                     | 21,0 миллионов семей (1-е место)     | 27 апреля 2004  | 26 июля 2004     | 15 июля 2004    |           |
| 3     | 22             | 26 сентября 1996 | 15 мая 1997                     | 20,5 миллионов семей (1-е место)     | 26 апреля 2005  | 31 января 2005   | 16 декабря 2004 |           |
| 4     | 22             | 25 сентября 1997 | 14 мая 1998                     | 19,9 миллионов семей (2-е место)     | 20 декабря 2005 | 16 мая 2005      | 27 апреля 2005  |           |
| 5     | 22             | 24 сентября 1998 | 20 мая 1999                     | 17.65 миллионов семей (1-е место)    | 11 июля 2006    | 24 октября 2005  | 15 ноября 2005  |           |
| 6     | 22             | 30 сентября 1999 | 18 мая 2000                     | 25,0 миллионов зрителей (4-е место)  | 19 декабря 2006 | 3 апреля 2006    | 5 мая 2006      |           |
| 7     | 22             | 12 октября 2000  | 17 мая 2001                     | 22,4 миллионов зрителей (2-е место)  | 15 мая 2007     | 18 сентября 2006 | 3 октября 2006  |           |
| 8     | 22             | 27 сентября 2001 | 16 мая 2002                     | 22,1 миллионов зрителей (3-е место)  | 22 января 2008  | 16 июля 2007     | 6 сентября 2007 |           |
| 9     | 22             | 26 сентября 2002 | 15 мая 2003                     | 20,0 миллионов зрителей (6-е место)  | 17 июня 2008    | 29 октября 2007  | 31 октября 2007 |           |
| 10    | 22             | 25 сентября 2003 | 13 мая 2004                     | 19,5 миллионов зрителей (8-е место)  | 3 марта 2009    | 28 января 2008   | 7 мая, 2008     |           |
| 11    | 22             | 23 сентября 2004 | 19 мая 2005                     | 15,5 миллионов зрителей (16-е место) | 14 июля 2009    | 21 апреля 2008   | 7 мая 2008      |           |
| 12    | 22             | 22 сентября 2005 | 18 мая 2006                     | 12,3 миллионов зрителей (30-е место) | 12 января 2010  | 15 сентября 2008 | 1 октября 2008  |           |
| 13    | 23             | 21 сентября 2006 | 17 мая 2007                     | 11,5 миллионов зрителей (40-е место) | 6 июля 2010     | 3 ноября 2008    | 29 апреля 2009  |           |
| 14    | 19             | 27 сентября 2007 | 15 мая 2008                     | 9,16 миллионов зрителей (54-е место) | 11 января 2011  | 18 мая 2009      | 28 апреля 2010  |           |
| 15    | 22 или 23      | 25 сентября 2008 | 2 апреля 2009                   | 10,3 миллионов зрителей (37-е место) | 12 июля 2011    | 21 сентября 2009 | 12 октября 2010 |           |

## Саундтрек
1. Theme From ER — James Newton Howard (3:02)
2. Dr. Lewis And Renee (from «The Birthday Party») (1:57)
3. Canine Blues (from «Make Of Two Hearts») (2:27)
4. Goodbye Baby Susie (from «Fever Of Unknown Origin») (3:11)
5. Doug & Carol (from «The Gift») — composed by James Newton Howard and Martin Davich (1:59)
6. Healing Hands — Marc Cohn (4:25)
7. The Hero (from «Hell And High Water») composed by James Newton Howard and Martin Davich (1:55)
8. Carter, See You Next Fall (from «Everything Old Is New Again») (1:28)
9. Reasons For Living — Duncan Sheik (4:33)
10. Dr. Green And A Mother’s Death (from «Love’s Labor Lost») (2:48)
11. Raul Dies (from «The Healers») (2:20)
12. Hell And High Water (from «Hell And High Water») — composed by James Newton Howard and Martin Davich (2:38)
13. Hold On (from «Hell And High Water») (2:47)
14. Shep Arrives (from «The Healers») (3:37)
15. Shattered Glass (from «Hell And High Water») (2:11)
16. Theme From ER — James Newton Howard (1:00)
17. It Came Upon A Midnight Clear — Mike Finnegan (2:30)

## Награды

### Премии
Полный список наград сериала.
Эмми (выборочно)
- Лучший драматический сериал (1996)
- Лучшая актриса второго плана — Джулианна Маргулис (1995)
- Лучший режиссёр в драматическом сериале — Мими Ледер в серии «Love’s Labor Lost» (1995)
- Лучшая приглашённая актриса в драматическом сериале — Салли Филд (2001)
- Лучший приглашённый актёр в драматическом сериале — Рэй Лиотта (2005)

### Номинации
- Лучший драматический сериал (1995, 1997—2001) 6 номинаций
- Лучшая мужская роль в драматическом сериале — Энтони Эдвардс (1995—1998) 4 номинации
- Лучшая мужская роль в драматическом сериале — Джордж Клуни (1995—1996) 2 номинации
- Лучшая женская роль в драматическом сериале — Шерри Стрингфильд (1995—1997) 3 номинации
- Лучшая женская роль в драматическом сериале — Джулианна Маргулис (1997—2000) 4 номинации
- Лучший актёр второго плана в драматическом сериале — Ноа Уайли (1995—1999) 5 номинаций
- Лучший актёр второго плана в драматическом сериале — Эрик Ла Саль (1995, 1997—1999) 3 номинации
- Лучший актёр второго плана в драматическом сериале — Пол Маккрейн (2001)
- Лучшая актриса второго плана в драматическом сериале — Джулианна Маргулис (1996)
- Лучшая актриса второго плана в драматическом сериале — Лора Иннес (1997—1998) 2 номинации
- Лучшая актриса второго плана в драматическом сериале — Глория Рубен (1997—1998) 2 номинации
- Лучшая актриса второго плана в драматическом сериале — Мора Тирни (2001)
- Лучший режиссёр в драматическом сериале — Род Холкомб в серии-пилот «24 часа» (1995)
- Лучший приглашённый актёр в драматическом сериале — Дон Чидл (2003)
- Лучший приглашённый актёр в драматическом сериале — Боб Ньюхарт (2004)
- Лучший приглашённый актёр в драматическом сериале — Рэй Баттанс (2005)
- Лучший приглашённый актёр в драматическом сериале — Джеймс Вудс (2006)
- Лучший приглашённый актёр в драматическом сериале — Форест Уитакер (2007)
- Лучшая приглашённая актриса в драматическом сериале — Колин Флинн в серии «Love’s Labor Lost» (1995) в роли Джоди О’Брайн
- Лучшая приглашённая актриса в драматическом сериале — Розмари Клуни в серии «Going Home» (1995) в роли Мадам Х
- Лучшая приглашённая актриса в драматическом сериале — Салли Филд (2003) в роли Мэгги Вайзински